# Chướng khí
Chướng khí (hoặc ám khí) là một quan điểm y khoa lỗi thời cho rằng một số căn bệnh hoặc đại dịch mà con người mắc phải là do hấp thụ một loại hơi độc từ người chết, động vật chết hoặc thế lực tâm linh. Mặc dù học thuyết chướng khí thường liên quan đến sự lây lan của bệnh tật nhưng một số học giả vào đầu thế kỷ XIX cũng cho rằng lý thuyết này có thể mở rộng sang các điều kiện khác, ví dụ như bị béo phì là do hít phải mùi thức ăn. Học thuyết về chướng khí được xuất hiện ở Trung Quốc và châu Âu từ thời cổ đại nhưng nó bị các nhà khoa học và bác sĩ hiện đại bác bỏ sau từ năm 1880 bằng lý thuyết mầm bệnh, qua đó định nghĩa lại rằng chính các loại vi trùng, chứ không phải là khí độc, mới là tác nhân gây ra các căn bệnh.